# あさぎり町立上小学校皆越分校
あさぎり町立上小学校皆越分校（あさぎりちょうりつ うえしょうがっこう みなごえぶんこう）は、かつて熊本県球磨郡あさぎり町皆越にあった公立小学校の分校。

## 概要
歴史
1884年（明治17年）に「上村塚脇小学校（あさぎり町立上小学校）分校」として創立。1892年（明治25年）に独立。1982年（昭和57年）に統合され、再び分校となる。2011年（平成23年）に閉校し、127年の歴史に幕を閉じた。
校訓・校章・校歌（分校時代）
あさぎり町立上小学校#概要を参照。
校訓・校章・校歌（独立校時代）
- 校歌 - 作詞は茂田磨月、作曲は赤坂勝美による。歌詞は2番まであり、2番に校名の「皆越校」が登場する。分校となった後も歌い継がれていた。

通学区域
あさぎり町のうち「皆越」。中学校区はあさぎり町立上中学校（2014年（平成26年）閉校）であった。

## 沿革

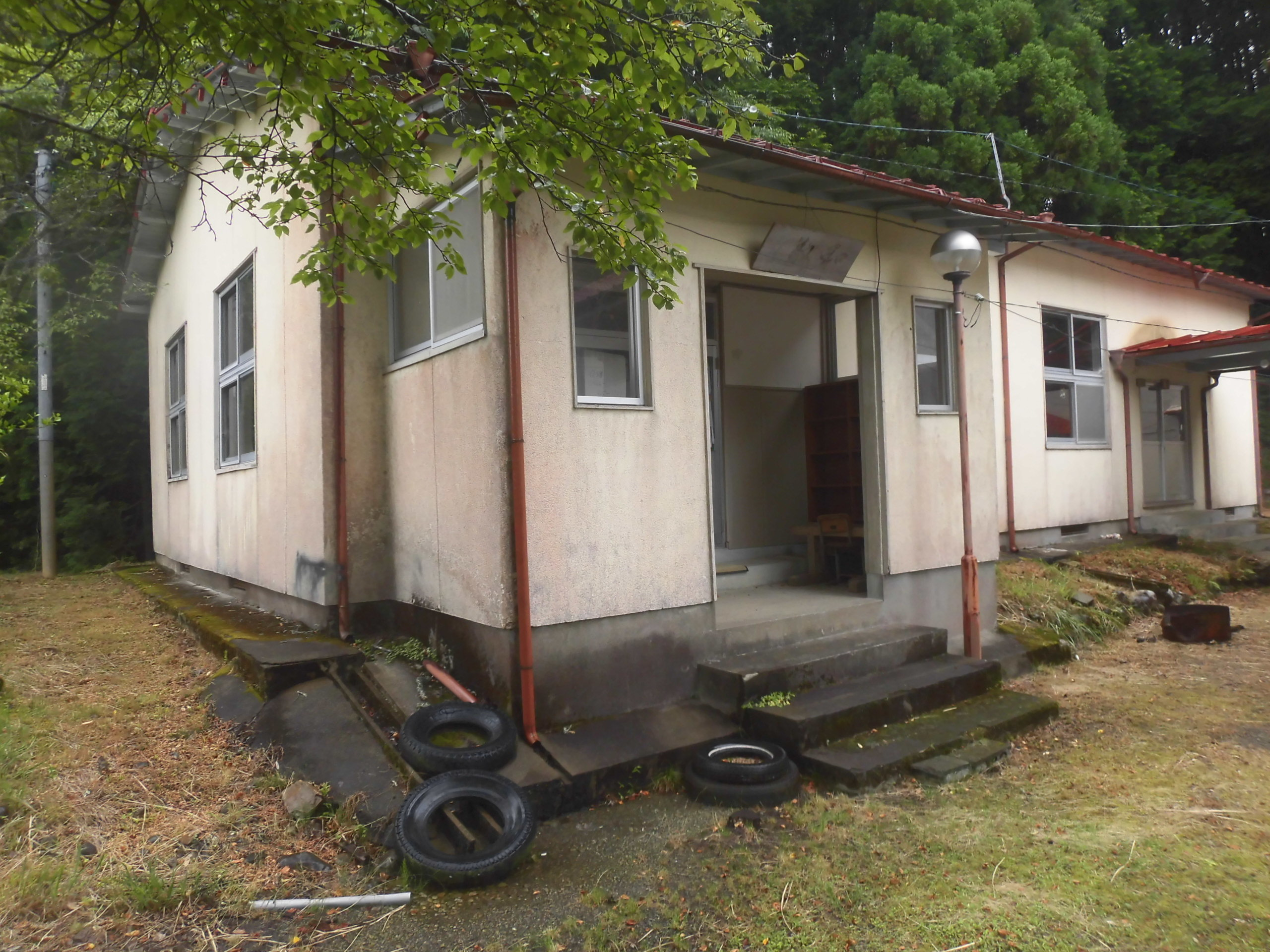
体育館
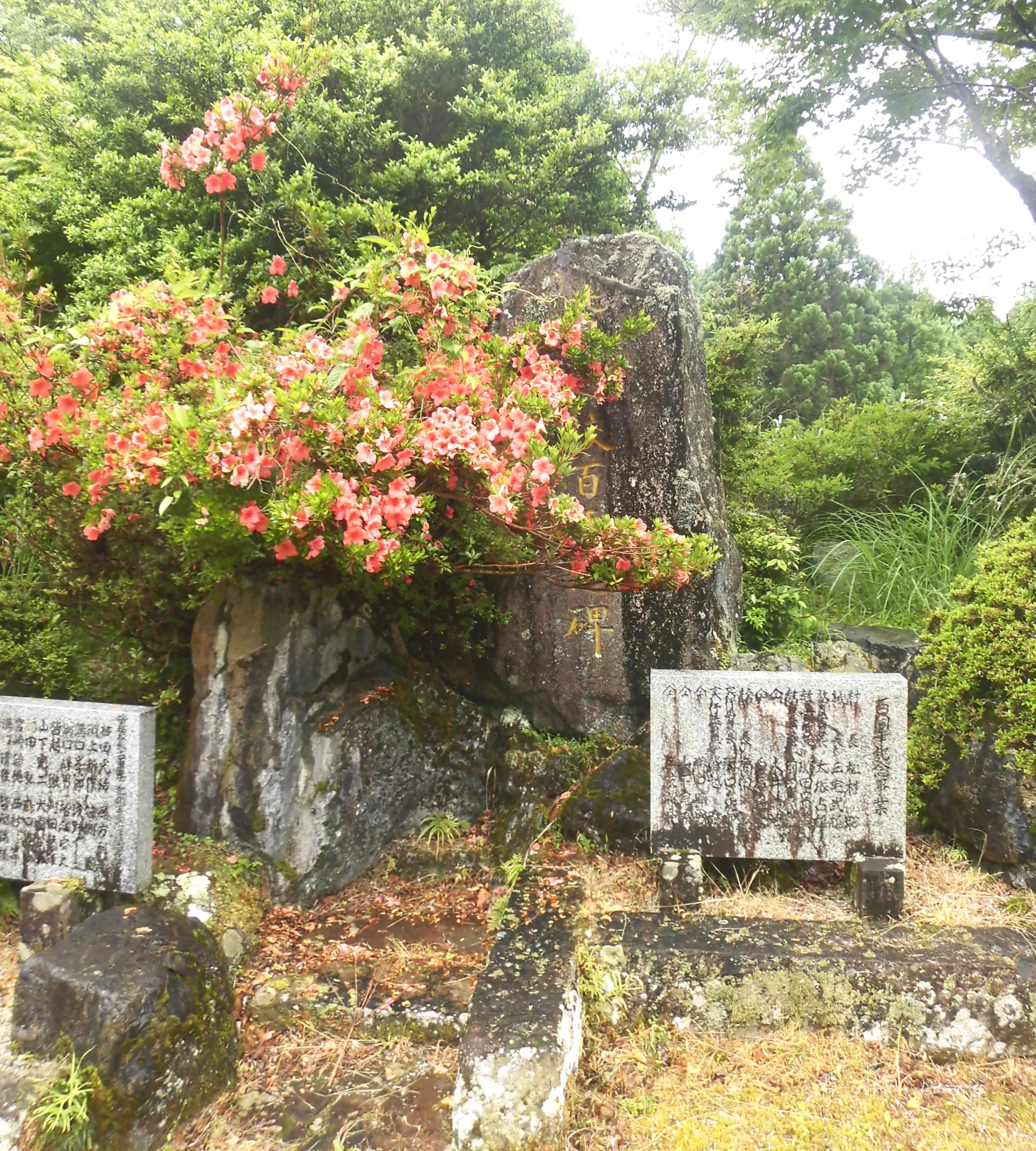
百周年記念碑
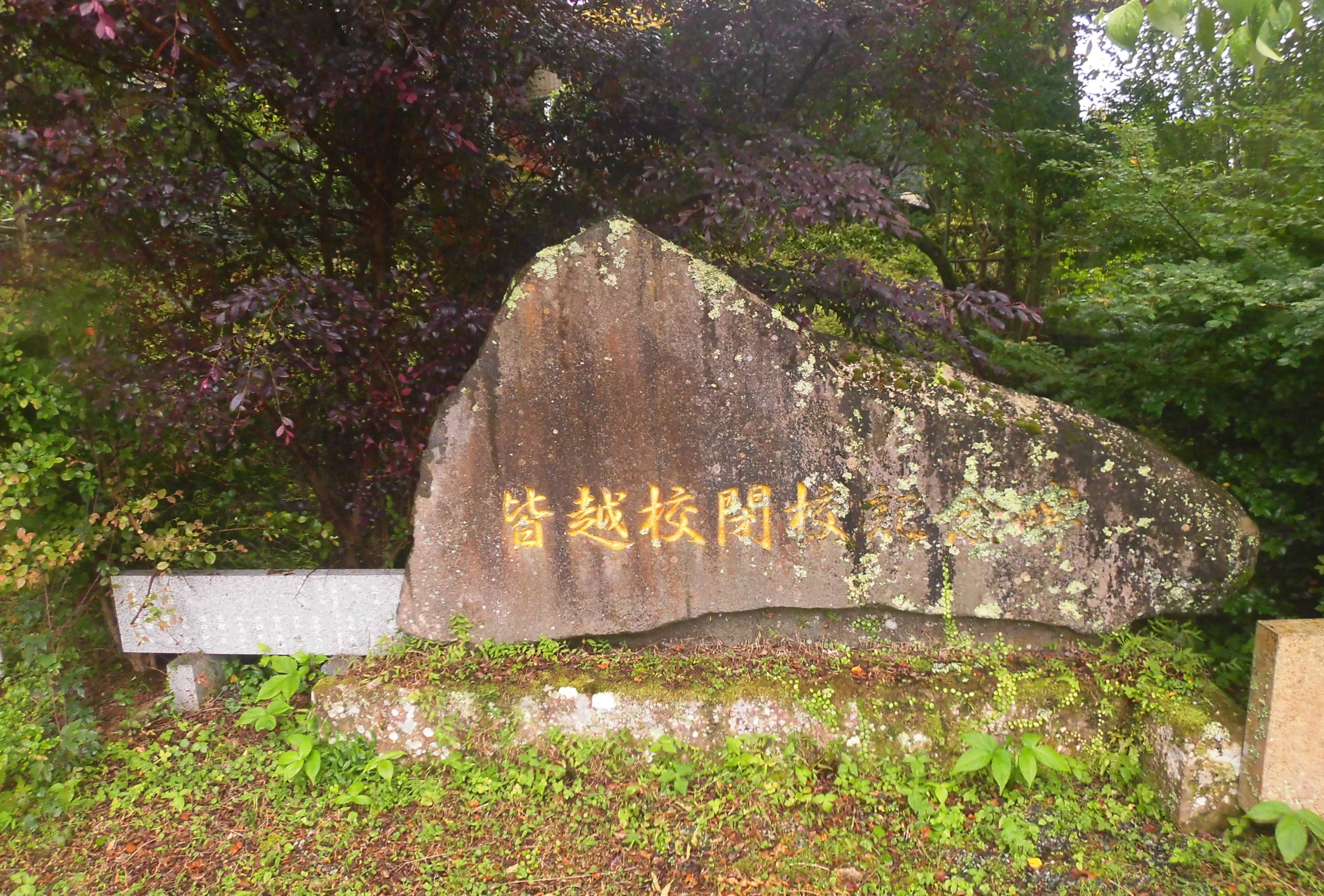
閉校記念碑

- 1884年（明治17年） - 「上村脇小学校[1] 分校」として開設。
- 1887年（明治20年） - 小学校令施行により、簡易科を設置の上、「皆越小学簡易科教場」となる。
- 1889年（明治22年）4月1日 - 町村制施行により、球磨郡「皆越村」が発足。
- 1892年（明治25年） -「皆越尋常小学校」（尋常科4年）と改称。
- 1895年（明治28年）12月7日 - 皆越村が上村と合併し上村大字皆越となる。
- 1900年（明治33年）- 当時の上村議会議員・溝口彦吉によって、校地敷地が寄贈される。
- 1902年（明治35年）- 校舎を新築。
- 1908年（明治41年）4月 - 改正小学校令により、尋常科（義務教育年限）が4年制から6年制に改められる。尋常科5年を新設。
- 1909年（明治42年）4月 - 尋常科6年を新設。
- 1918年（大正]7年）- 校地を拡張の上、校舎を増築。
- 1919年（大正8年）- 溝口彦吉（校地寄贈者）彰徳碑を建立。
- 1925年（大正14年）- 農業補習学校を併設。
- 1927年（昭和2年）- 高等科（2年制）を設置の上、「皆越尋常高等小学校」（尋常科6年・高等科2年）と改称。
- 1928年（昭和3年）- 校地を拡張の上、校舎を増築。
- 1935年（昭和10年）- 青年学校令施行により、農業補習学校が青年学校となる。
- 1941年（昭和16年）4月1日 - 国民学校令施行により、「球磨郡上村皆越国民学校」と改称。尋常科を初等科に改める。
- 1947年（昭和22年）4月1日 - 学制改革（六・三制の実施）により、新制小学校「上村立皆越小学校」に改組・改称。
- 1956年（昭和31年）- 新校舎が完成。
- 1958年（昭和33年）- 完全給食を実施。
- 1961年（昭和36年）- 正門が完成。
- 1970年（昭和45年）- 創立85周年を記念して流水岩石園が完成。
- 1982年（昭和57年）4月1日 - 上村小学校に統合され、「上村立上村小学校 皆越分校」となる。
- 1984年（昭和59年）- 創立100周年記念式典を挙行。
- 2003年（平成15年）4月 - 5町村合併により、あさぎり町が発足。それに伴い「あさぎり町立上小学校 皆越分校」（最終名）と改称
- 2011年（平成23年）
  - 2月27日 - 閉校記念式典を挙行。
  - 3月31日 - あさぎり町立上小学校本校への統合により閉校。127年の歴史に幕を下ろした。

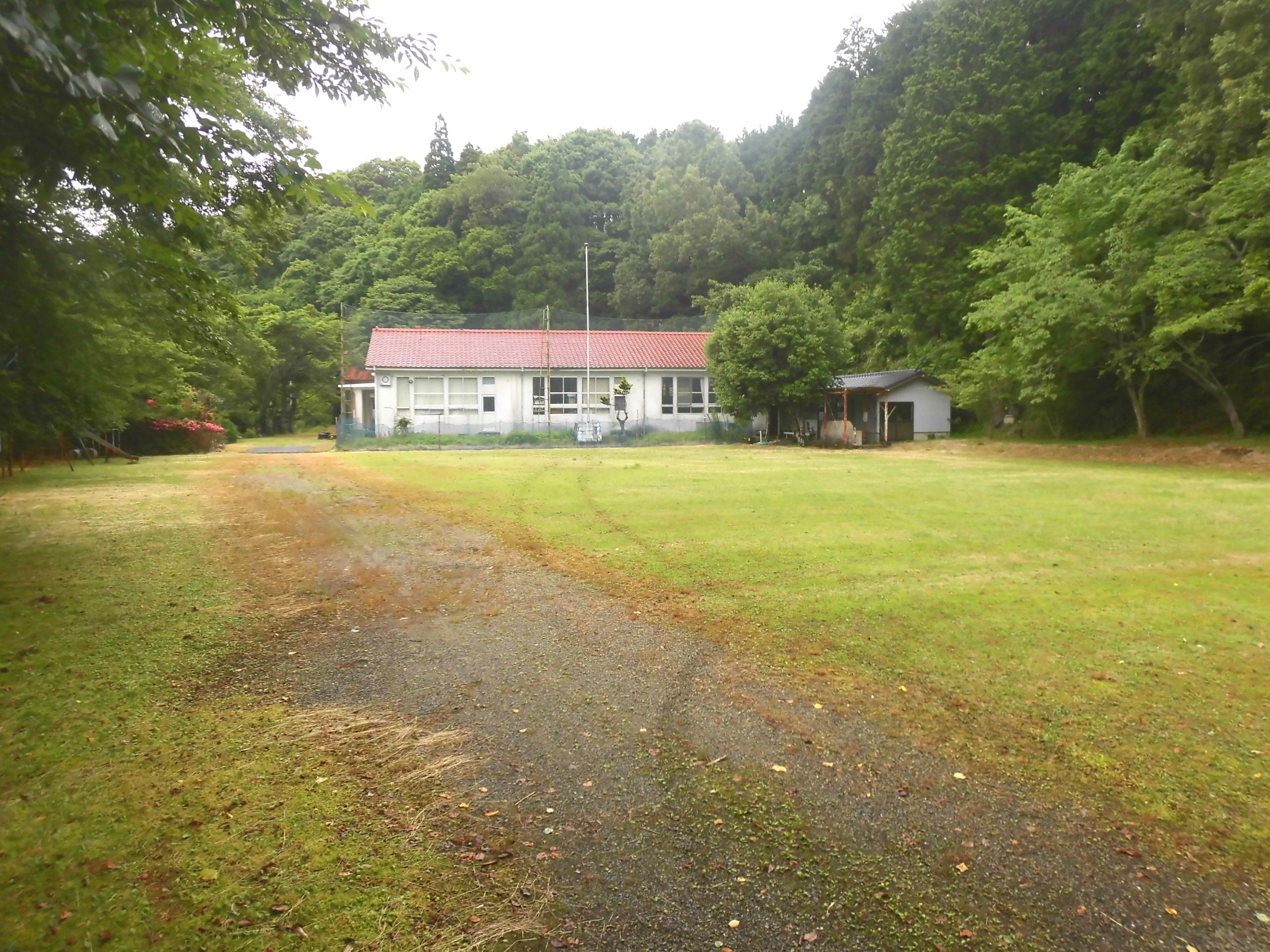
校舎と運動場
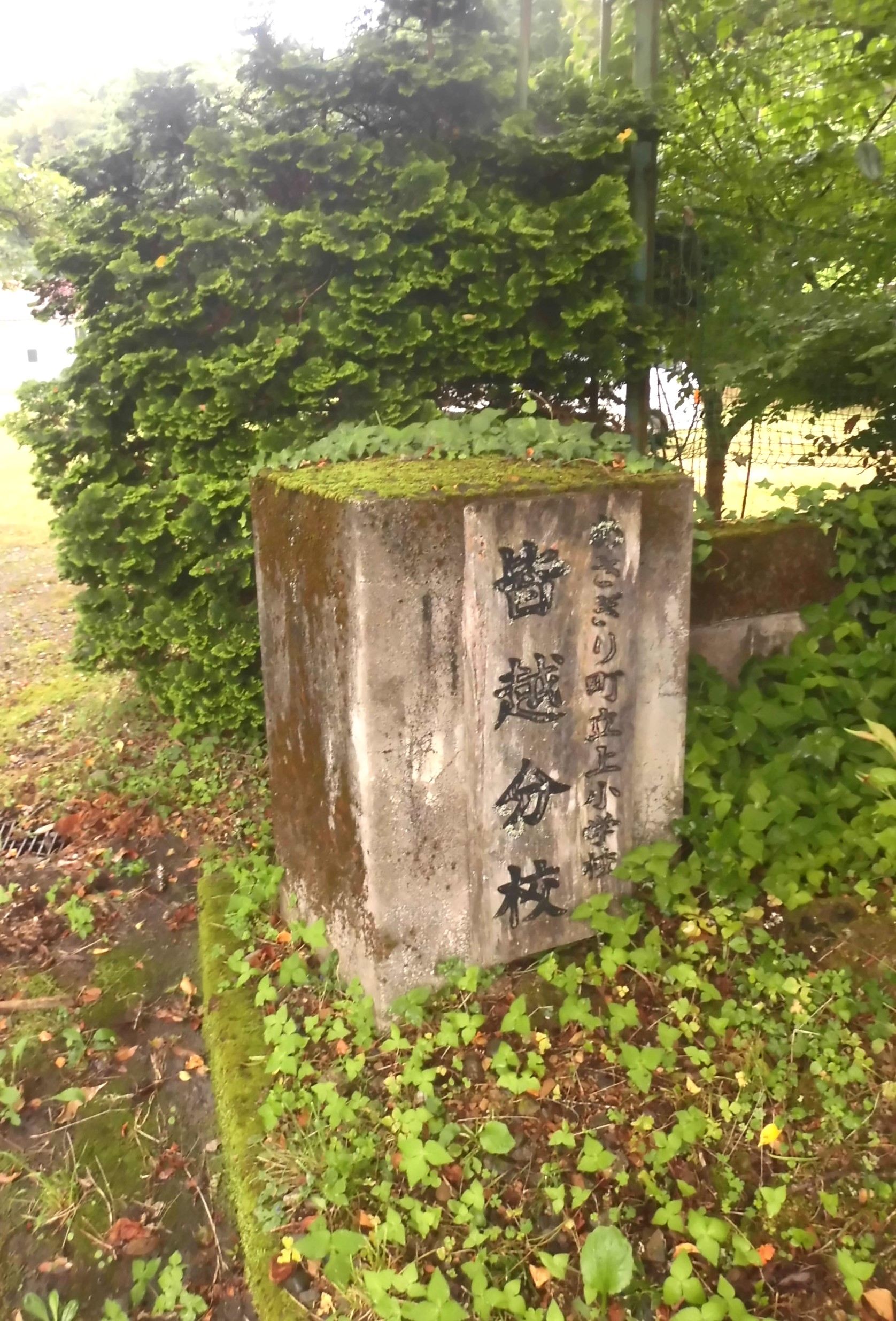
正門門柱
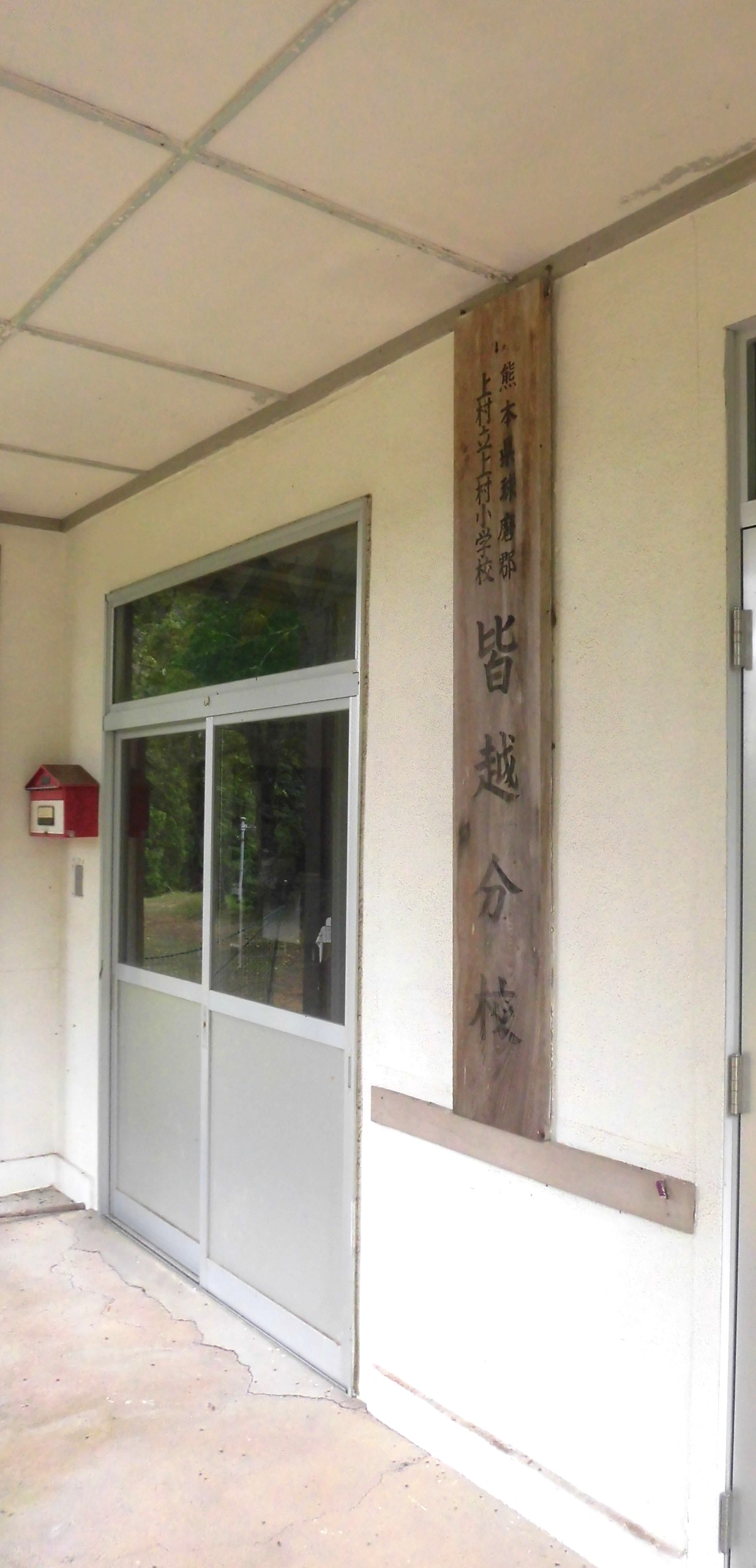
玄関

- 体育館
- 百周年記念碑
- 閉校記念碑

## 交通アクセス
- 熊本県道260号皆越免田線

## 周辺
- 清願寺ダム
- 皆越白髪神社
- 皆越鬼子母神